# V-21
La V-21 est une autoroute urbaine qui permet d'accéder à Valence depuis les autoroutes A-7 et AP-7 en venant du nord (Castellón de la Plana, Saragosse, Barcelone...)
Elle commence à Puçol au nord de l'agglomération et elle longe toute la côte en desservant toutes les communes du nord de la ville.

Elle est composée de 8 échangeurs jusqu'à Valence.

## Tracé
- Elle commence au nord de Puçol au niveau du croisement entre l'AP-7, l'A-7 et la V-23 qui relie Valence au Port de Sagunto.
- Elle dessert les communes du nord de l'agglomération (Puçol, Puig...) le long de la côte.
- La V-21 croise la CV-32 qui là relie à l'A-7 au niveau des zones industrielles Massalfassar et Albuixech.
- Elle se termine en se connectant au boulevard périphérique nord (CV-30) au niveau de l'Université polytechnique de Valence.

### Référence
- Nomenclature